# Llista de topònims de Biosca
Llista de topònims (noms propis de lloc) del municipi de Biosca, al Solsonès
Informació actualitzada per un bot. Els canvis manuals es perdran quan s'actualitzi!

## cabana
| imatge | Nom                  | Ubicat a | instància de | Detalls | coordenades                                                                  | Protecció | Commons (més fotos) | Dades a WD                    |
| ------ | -------------------- | -------- | ------------ | ------- | ---------------------------------------------------------------------------- | --------- | ------------------- | ----------------------------- |
|        | Corral Matilde       | Biosca   | cabana       |         | 41° 50′ 36″ N, 1° 21′ 49″ E / 41.843329158083°N,1.36352465111939°E 448 msnm  |           |                     | Modifica les dades a Wikidata |
|        | cobert del Seca      | Biosca   | cabana       |         | 41° 49′ 31″ N, 1° 21′ 44″ E / 41.8253500860129°N,1.36211628781173°E 480 msnm |           |                     | Modifica les dades a Wikidata |
|        | la Portella (Biosca) | Biosca   | cabana       |         | 41° 49′ 27″ N, 1° 21′ 00″ E / 41.824259°N,1.349945°E 446 msnm                |           |                     | Modifica les dades a Wikidata |

## cabana de volta
| imatge | Nom                        | Ubicat a | instància de    | Detalls                                                                           | coordenades | Protecció                                  | Commons (més fotos)        | Dades a WD                    |
| ------ | -------------------------- | -------- | --------------- | --------------------------------------------------------------------------------- | --- | ------------------------------------------ | -------------------------- | ----------------------------- |
|        | cabana del Bagà            | Biosca   | cabana de volta | Estat: en perill Llarg: 5.6m Ample: 3.4m Alt: 2.35m                               | 41° 49′ 22″ N, 1° 21′ 58″ E / 41.822881°N,1.366226°E ca:Magarots 478 msnm                                               |                                            | Cabana del Bagà (Magarots) | Modifica les dades a Wikidata |
|        | cabana del Bagà dels Ateus | Biosca   | cabana de volta | Llarg: 5.35m Ample: 3.25m Alt: 2.25m                                              | 41° 49′ 19″ N, 1° 22′ 31″ E / 41.82182°N,1.375379°E ca:els Ateus 437 msnm                                               |                                            | Cabana del Bagà (Ateus)    | Modifica les dades a Wikidata |
|        | cabana del Coi             | Biosca   | cabana de volta | Estil: arquitectura popular Estat: en perill Llarg: 4.92m Ample: 2.95m Alt: 2.32m | 41° 49′ 12″ N, 1° 22′ 48″ E / 41.8199°N,1.37998°E ca:Ctra. C-1412 direcció Biosca, km 21, a 20 m a mà esquerra 445 msnm | bé integrant del patrimoni cultural català | Cabana del Coi             | Modifica les dades a Wikidata |

## casa
| imatge | Nom                   | Ubicat a | instància de | Detalls                                                       | coordenades                                                                   | Protecció                   | Commons (més fotos)            | Dades a WD                    |
| ------ | --------------------- | -------- | ------------ | ------------------------------------------------------------- | ----------------------------------------------------------------------------- | --------------------------- | ------------------------------ | ----------------------------- |
|        | Cal Borres            | Biosca   | casa         | Estil: arquitectura popular 17th century                      | 41° 50′ 32″ N, 1° 21′ 30″ E / 41.8422°N,1.35842°E ca:Pl. Major, 5 455 msnm    | bé cultural d'interès local | Cal Borres (Biosca)            | Modifica les dades a Wikidata |
|        | Casa del Mossèn Ramón | Biosca   | casa         | Estil: arquitectura barroca arquitectura popular 17th century | 41° 50′ 33″ N, 1° 21′ 30″ E / 41.8426°N,1.3583°E ca:Pl. Concepció, 6 460 msnm | bé cultural d'interès local | Casa del Mossèn Ramón (Biosca) | Modifica les dades a Wikidata |

## castell
| imatge | Nom                  | Ubicat a  | instància de | Detalls                                                  | coordenades                                                                                        | Protecció                                            | Commons (més fotos)  | Dades a WD                    |
| ------ | -------------------- | --------- | ------------ | -------------------------------------------------------- | -------------------------------------------------------------------------------------------------- | ---------------------------------------------------- | -------------------- | ----------------------------- |
|        | Castell de Biosca    | Biosca    | castell      | Estil: arquitectura romànica 11st century                | 41° 50′ 35″ N, 1° 21′ 34″ E / 41.8431°N,1.35944°E ca:A la part més alta del poble, Biosca 515 msnm | bé d'interès cultural bé cultural d'interès nacional | Castell de Biosca    | Modifica les dades a Wikidata |
|        | Castell de Lloberola | Lloberola | castell      | Estil: art preromànic arquitectura romànica 10th century | 41° 53′ 21″ N, 1° 21′ 45″ E / 41.8891°N,1.36263°E ca:Lloberola 621 msnm                            | bé d'interès cultural bé cultural d'interès nacional | Castell de Lloberola | Modifica les dades a Wikidata |

## creu de terme
| imatge | Nom                           | Ubicat a  | instància de  | Detalls | coordenades                                                                            | Protecció                                  | Commons (més fotos)           | Dades a WD                    |
| ------ | ----------------------------- | --------- | ------------- | ------- | -------------------------------------------------------------------------------------- | ------------------------------------------ | ----------------------------- | ----------------------------- |
|        | creu de la Vila               | Lloberola | creu de terme |         | 41° 53′ 12″ N, 1° 24′ 44″ E / 41.8867°N,1.41213°E ca:Ctra. C-451, km 9 788 msnm        | bé integrant del patrimoni cultural català | Creu de la Vila (Biosca)      | Modifica les dades a Wikidata |
|        | creu de terme de Sant Pelegrí | Biosca    | creu de terme |         | 41° 49′ 52″ N, 1° 20′ 54″ E / 41.831151°N,1.348353°E ca:Ctra. LV-113, km 28,4 425 msnm | bé integrant del patrimoni cultural català | Creu de terme de Sant Pelegrí | Modifica les dades a Wikidata |

## curs d'aigua
| imatge | Nom                          | Ubicat a                                                            | instància de | Detalls                                                              | coordenades | Protecció | Commons (més fotos) | Dades a WD                    |
| ------ | ---------------------------- | ------------------------------------------------------------------- | ------------ | -------------------------------------------------------------------- | --- | --------- | ------------------- | ----------------------------- |
|        | Barranc de la Vila (Segarra) | Biosca                                                              | curs d'aigua | Desemboca: riera de Sanaüja Llarg: 2.71km                            | 41° 53′ 14″ N, 1° 24′ 40″ E / 41.887211111111114°N,1.4110111111111112°E 41° 53′ 47″ N, 1° 23′ 10″ E / 41.89651944444444°N,1.3861305555555556°E |           |                     | Modifica les dades a Wikidata |
|        | Barranc del Lluc             | Biosca                                                              | curs d'aigua | Desemboca: riera de Sallent Llarg: 4.1km Conca: 3.92km²              | 41° 55′ 05″ N, 1° 23′ 31″ E / 41.91791944444444°N,1.3920194444444445°E 41° 54′ 24″ N, 1° 21′ 10″ E / 41.90668888888889°N,1.3528805555555556°E  |           |                     | Modifica les dades a Wikidata |
|        | Llobregós                    | Segarra Anoia Noguera província de Lleida                           | curs d'aigua | Desemboca: Segre Llarg: 36.7km Conca: 609.7km²                       | 41° 47′ 14″ N, 1° 34′ 13″ E / 41.78720111111111°N,1.5703588888888889°E 41° 55′ 05″ N, 1° 10′ 27″ E / 41.91796694444445°N,1.17404°E             |           | Llobregós           | Modifica les dades a Wikidata |
|        | rasa de Montconill           | Biosca                                                              | curs d'aigua | Desemboca: Barranc de la Vila (Segarra) Llarg: 3.41km Conca: 4.01km² | 41° 54′ 06″ N, 1° 25′ 27″ E / 41.90178888888889°N,1.4242388888888888°E 41° 53′ 45″ N, 1° 23′ 36″ E / 41.89591111111111°N,1.3932694444444444°E  |           |                     | Modifica les dades a Wikidata |
|        | rasa de Padollers            | Biosca Torà                                                         | curs d'aigua | Desemboca: rasa de la Font de Vilella Llarg: 5.96km Conca: 8.92km²   | 41° 52′ 57″ N, 1° 24′ 26″ E / 41.882536944444446°N,1.40728°E 41° 51′ 05″ N, 1° 25′ 18″ E / 41.851486944444446°N,1.4216319444444443°E           |           |                     | Modifica les dades a Wikidata |
|        | rasa de la Rovira (Pinell)   | Pinell de Solsonès Biosca                                           | curs d'aigua | Desemboca: rasa del Torrent Llarg: 2.4km Conca: 212.4ha              | 41° 55′ 52″ N, 1° 24′ 25″ E / 41.93109°N,1.406916°E 41° 55′ 40″ N, 1° 22′ 46″ E / 41.927734°N,1.379466°E                                       |           |                     | Modifica les dades a Wikidata |
|        | rasa del Masot               | Biosca                                                              | curs d'aigua | Desemboca: riera de Lloberola Llarg: 1.73km Conca: 136.8ha           | 41° 52′ 34″ N, 1° 21′ 47″ E / 41.87607611111111°N,1.36294°E 41° 53′ 20″ N, 1° 21′ 01″ E / 41.88901805555555°N,1.350215°E                       |           |                     | Modifica les dades a Wikidata |
|        | rasa del Torrent             | Pinell de Solsonès Biosca                                           | curs d'aigua | Desemboca: riera de Sallent                                          | 41° 56′ 49″ N, 1° 24′ 45″ E / 41.946885°N,1.4125488888888889°E 41° 55′ 23″ N, 1° 21′ 44″ E / 41.923186111111114°N,1.3623411111111112°E         |           |                     | Modifica les dades a Wikidata |
|        | riera de Lloberola           | Lloberola                                                           | curs d'aigua | Desemboca: riera de Sanaüja                                          | 41° 54′ 59″ N, 1° 24′ 31″ E / 41.91633111111111°N,1.4087088888888888°E 41° 54′ 00″ N, 1° 20′ 06″ E / 41.89994611111111°N,1.334888888888889°E   |           | Riera de Lloberola  | Modifica les dades a Wikidata |
|        | riera de Sallent             | Pinell de Solsonès Biosca                                           | curs d'aigua | Desemboca: riera de Sanaüja Llarg: 2.47km Conca: 36.79km²            | 41° 55′ 23″ N, 1° 21′ 44″ E / 41.92316805555556°N,1.3623480555555556°E 41° 54′ 07″ N, 1° 20′ 09″ E / 41.90197111111111°N,1.3357280555555555°E  |           |                     | Modifica les dades a Wikidata |
|        | riera de Sanaüja             | Olius Llobera Pinell de Solsonès Biosca Sanaüja Vilanova de l'Aguda | curs d'aigua | Desemboca: Llobregós Llarg: 33.7km Conca: 128.82km²                  | 41° 59′ 29″ N, 1° 28′ 17″ E / 41.99145194444444°N,1.4712619444444446°E 41° 52′ 29″ N, 1° 15′ 59″ E / 41.87484194444444°N,1.2664911111111112°E  |           | Riera de Sanaüja    | Modifica les dades a Wikidata |
|        | riera de l'Horta del Mas     | Biosca                                                              | curs d'aigua | Desemboca: riera de Lloberola Llarg: 2.13km Conca: 146ha             | 41° 52′ 56″ N, 1° 24′ 12″ E / 41.88229888888889°N,1.403405°E 41° 53′ 22″ N, 1° 22′ 58″ E / 41.88951888888889°N,1.3827819444444445°E            |           |                     | Modifica les dades a Wikidata |
|        | torrent de Farà              | Biosca Sanaüja                                                      | curs d'aigua | Desemboca: riera de Sanaüja Llarg: 3.6km Conca: 4.11km²              | 41° 52′ 27″ N, 1° 21′ 09″ E / 41.874216°N,1.352525°E 41° 52′ 59″ N, 1° 18′ 57″ E / 41.883111°N,1.315929°E                                      |           |                     | Modifica les dades a Wikidata |

## edifici
| imatge | Nom                              | Ubicat a  | instància de | Detalls                                  | coordenades                                               | Protecció                                  | Commons (més fotos)   | Dades a WD                    |
| ------ | -------------------------------- | --------- | ------------ | ---------------------------------------- | --------------------------------------------------------- | ------------------------------------------ | --------------------- | ----------------------------- |
|        | Construcció a la zona del Venque | Biosca    | edifici      |                                          |                                                           | bé integrant del patrimoni cultural català |                       | Modifica les dades a Wikidata |
|        | l'Estudi de Lloberola            | Lloberola | edifici      | Estil: arquitectura popular 20th century | 41° 53′ 17″ N, 1° 21′ 47″ E / 41.888°N,1.36314°E 595 msnm | bé integrant del patrimoni cultural català | L'Estudi de Lloberola | Modifica les dades a Wikidata |

## entitat singular de població
| imatge | Nom       | Ubicat a | instància de                                   | Detalls | coordenades                                                       | Protecció | Commons (més fotos) | Dades a WD                    |
| ------ | --------- | -------- | ---------------------------------------------- | ------- | ----------------------------------------------------------------- | --------- | ------------------- | ----------------------------- |
|        | Biosca    | Biosca   | entitat singular de població capital municipal | 132 hab | 41° 50′ 26″ N, 1° 21′ 23″ E / 41.84066955°N,1.35632915°E 437 msnm |           |                     | Modifica les dades a Wikidata |
|        | Lloberola | Biosca   | entitat singular de població                   | 45 hab  | 41° 53′ 22″ N, 1° 21′ 45″ E / 41.889344°N,1.362459°E 610 msnm     |           | Lloberola           | Modifica les dades a Wikidata |

## església
| imatge | Nom                           | Ubicat a          | instància de                 | Detalls                                                           | coordenades | Protecció                                  | Commons (més fotos)            | Dades a WD                    |
| ------ | ----------------------------- | ----------------- | ---------------------------- | ----------------------------------------------------------------- | --- | ------------------------------------------ | ------------------------------ | ----------------------------- |
|        | Ermita de Santa Maria         | Biosca            | església                     | Estil: arquitectura romànica 12nd century Estat: ruïnós           | 41° 50′ 34″ N, 1° 21′ 36″ E / 41.842738°N,1.359937°E 484 msnm                                                          |                                            | Ermita de Santa Maria (Biosca) | Modifica les dades a Wikidata |
|        | Mare de Déu de Loreto         | Biosca            | església capella             |                                                                   | 41° 51′ 53″ N, 1° 22′ 15″ E / 41.8647426277325°N,1.37084637116612°E 606 msnm                                           |                                            |                                | Modifica les dades a Wikidata |
|        | Sant Andreu de Montconill     | Lloberola         | església                     | Estil: arquitectura romànica 11st century Estat: ruïnós           | 41° 54′ 00″ N, 1° 24′ 21″ E / 41.9001°N,1.40576°E ca:Accés difícil, des del camí que va de Folc a la Coromina 696 msnm | bé cultural d'interès local                | Sant Andreu de Montconill      | Modifica les dades a Wikidata |
|        | Sant Francesc                 | Lloberola         | església capella             |                                                                   | 41° 52′ 35″ N, 1° 20′ 55″ E / 41.8763049778892°N,1.34864420733388°E 620 msnm                                           |                                            | Sant Francesc de la Melgosa    | Modifica les dades a Wikidata |
|        | Sant Miquel de Lloberola      | Lloberola         | església església parroquial | Estil: arquitectura barroca 17th century                          | 41° 53′ 20″ N, 1° 21′ 45″ E / 41.889°N,1.36241°E ca:Pl. de l'Església 610 msnm                                         | bé cultural d'interès local                | Sant Miquel de Lloberola       | Modifica les dades a Wikidata |
|        | Sant Miquel del Mas d'en Forn | Lloberola         | església masia               | Estil: arquitectura romànica 11st century                         | 41° 55′ 15″ N, 1° 21′ 57″ E / 41.9207°N,1.36582°E ca:Masia Mas d'en Forn 661 msnm                                      | bé cultural d'interès local                | Sant Miquel del Mas d'en Forn  | Modifica les dades a Wikidata |
|        | Sant Pelegrí de Biosca        | Biosca            | església                     | Estil: arquitectura romànica 12nd century                         | 41° 49′ 53″ N, 1° 20′ 56″ E / 41.8315°N,1.34883°E ca:Ctra. de Guissona, km 1 425 msnm                                  | bé cultural d'interès local                | Sant Pelegrí de Biosca         | Modifica les dades a Wikidata |
|        | Sant Pere Sasserra            | Lloberola         | església                     | Estil: arquitectura romànica 12nd century Estat: ruïnós           | 41° 52′ 51″ N, 1° 24′ 10″ E / 41.880806°N,1.402779°E ca:Ctra. C-451, km 7 765 msnm                                     | bé cultural d'interès local                | Sant Pere Sasserra             | Modifica les dades a Wikidata |
|        | Santa Maria de Biosca         | Biosca            | església església parroquial | Estil: arquitectura neoclàssica arquitectura popular 18th century | 41° 50′ 32″ N, 1° 21′ 32″ E / 41.8421°N,1.35883°E ca:Pl. Major 450 msnm                                                | bé cultural d'interès local                | Santa Maria de Biosca          | Modifica les dades a Wikidata |
|        | Santa Maria de Lloberola      | Lloberola         | església                     | Estil: arquitectura romànica 13rd century                         | 41° 53′ 37″ N, 1° 22′ 45″ E / 41.893598°N,1.379057°E 643 msnm                                                          | bé cultural d'interès local                | Santa Maria de Lloberola       | Modifica les dades a Wikidata |
|        | Santa Susanna de la Melgosa   | Lloberola Sanaüja | església capella             | Estil: arquitectura romànica 12nd century                         | 41° 52′ 45″ N, 1° 20′ 18″ E / 41.8791°N,1.33832°E 575 msnm                                                             | bé integrant del patrimoni cultural català | Santa Susanna de la Melgosa    | Modifica les dades a Wikidata |

## font
| imatge | Nom                       | Ubicat a  | instància de | Detalls | coordenades                                                                  | Protecció | Commons (més fotos) | Dades a WD                    |
| ------ | ------------------------- | --------- | ------------ | ------- | ---------------------------------------------------------------------------- | --------- | ------------------- | ----------------------------- |
|        | Font Borres               | Biosca    | font         |         | 41° 50′ 29″ N, 1° 22′ 02″ E / 41.841336°N,1.367126°E 438 msnm                |           |                     | Modifica les dades a Wikidata |
|        | font de Caelles           | Lloberola | font         |         | 41° 52′ 49″ N, 1° 22′ 12″ E / 41.8803014980896°N,1.36990880711414°E 650 msnm |           |                     | Modifica les dades a Wikidata |
|        | font de Marçols           | Biosca    | font         |         | 41° 50′ 03″ N, 1° 22′ 42″ E / 41.8340737240856°N,1.37835654283945°E 503 msnm |           |                     | Modifica les dades a Wikidata |
|        | font de l'Arç (Lloberola) | Lloberola | font         |         | 41° 54′ 35″ N, 1° 25′ 05″ E / 41.9097130275404°N,1.41794389878093°E 767 msnm |           |                     | Modifica les dades a Wikidata |
|        | font de la Teuleria       | Biosca    | font         |         | 41° 51′ 34″ N, 1° 23′ 12″ E / 41.8593833643876°N,1.38676492597359°E 511 msnm |           |                     | Modifica les dades a Wikidata |
|        | font del Sastre           | Biosca    | font         |         | 41° 51′ 51″ N, 1° 23′ 27″ E / 41.8641233950653°N,1.39080251353426°E 533 msnm |           |                     | Modifica les dades a Wikidata |

## granja
| imatge | Nom                   | Ubicat a  | instància de | Detalls | coordenades                                                                  | Protecció | Commons (més fotos) | Dades a WD                    |
| ------ | --------------------- | --------- | ------------ | ------- | ---------------------------------------------------------------------------- | --------- | ------------------- | ----------------------------- |
|        | Granges Lluc          | Biosca    | granja       |         | 41° 54′ 55″ N, 1° 23′ 03″ E / 41.9153041962962°N,1.38418743459074°E 747 msnm |           |                     | Modifica les dades a Wikidata |
|        | Granges Ramon Colell  | Biosca    | granja       |         | 41° 50′ 03″ N, 1° 23′ 24″ E / 41.8342726988384°N,1.38993687394325°E 530 msnm |           |                     | Modifica les dades a Wikidata |
|        | Granges Senén Ceriola | Biosca    | granja       |         | 41° 50′ 29″ N, 1° 21′ 12″ E / 41.841291490395°N,1.35329076182042°E 441 msnm  |           |                     | Modifica les dades a Wikidata |
|        | Granges Soldevila     | Biosca    | granja       |         | 41° 50′ 02″ N, 1° 21′ 29″ E / 41.833866848461°N,1.35809356249305°E 428 msnm  |           |                     | Modifica les dades a Wikidata |
|        | Granges de l'Hostal   | Biosca    | granja       |         | 41° 50′ 17″ N, 1° 21′ 20″ E / 41.8379461746253°N,1.3555323614919°E 428 msnm  |           |                     | Modifica les dades a Wikidata |
|        | Granja Camats         | Lloberola | granja       |         | 41° 53′ 12″ N, 1° 21′ 44″ E / 41.8867654564058°N,1.36212706303194°E 592 msnm |           |                     | Modifica les dades a Wikidata |
|        | Granja Comdal Nova    | Biosca    | granja       |         | 41° 50′ 30″ N, 1° 21′ 53″ E / 41.8417238415411°N,1.36463751472274°E 441 msnm |           |                     | Modifica les dades a Wikidata |
|        | Granja Ferrer         | Biosca    | granja       |         | 41° 49′ 51″ N, 1° 21′ 16″ E / 41.8309433018698°N,1.35456763308181°E 425 msnm |           |                     | Modifica les dades a Wikidata |
|        | Granja Torres         | Biosca    | granja       |         | 41° 49′ 52″ N, 1° 21′ 08″ E / 41.8312060574553°N,1.35216446611617°E 425 msnm |           |                     | Modifica les dades a Wikidata |
|        | Granja de Joan Torra  | Biosca    | granja       |         | 41° 52′ 42″ N, 1° 23′ 03″ E / 41.8782507845418°N,1.38412114861832°E 713 msnm |           |                     | Modifica les dades a Wikidata |
|        | Granja del Nino       | Biosca    | granja       |         | 41° 49′ 47″ N, 1° 21′ 46″ E / 41.8295907127404°N,1.36264639828942°E 429 msnm |           |                     | Modifica les dades a Wikidata |

## masia
| imatge | Nom                        | Ubicat a  | instància de | Detalls                                                       | coordenades                                                                                        | Protecció                                  | Commons (més fotos)            | Dades a WD                    |
| ------ | -------------------------- | --------- | ------------ | ------------------------------------------------------------- | -------------------------------------------------------------------------------------------------- | ------------------------------------------ | ------------------------------ | ----------------------------- |
|        | Bertrans                   | Lloberola | masia        | Estil: arquitectura popular 18th century                      | 41° 54′ 29″ N, 1° 22′ 37″ E / 41.908°N,1.37694°E 688 msnm                                          | bé integrant del patrimoni cultural català | Bertrans (Biosca)              | Modifica les dades a Wikidata |
|        | Cabirols                   | Biosca    | masia        |                                                               | 41° 50′ 02″ N, 1° 23′ 23″ E / 41.833775°N,1.389758°E 533 msnm                                      |                                            |                                | Modifica les dades a Wikidata |
|        | Cal Caelles                | Lloberola | masia        |                                                               | 41° 52′ 55″ N, 1° 22′ 19″ E / 41.882002°N,1.371829°E 645 msnm                                      |                                            |                                | Modifica les dades a Wikidata |
|        | Cal Canut                  | Lloberola | masia        | Estil: arquitectura popular 18th century                      | 41° 52′ 47″ N, 1° 24′ 11″ E / 41.8796°N,1.40302°E ca:Ctra. C-451, km 7 758 msnm                    | bé integrant del patrimoni cultural català | Cal Canut (Biosca)             | Modifica les dades a Wikidata |
|        | Cal Domènec                | Biosca    | masia        |                                                               | 41° 49′ 41″ N, 1° 23′ 20″ E / 41.8280434913607°N,1.38888882218265°E 577 msnm                       |                                            |                                | Modifica les dades a Wikidata |
|        | Cal Llorenç                | Lloberola | masia        |                                                               | 41° 52′ 16″ N, 1° 22′ 44″ E / 41.8711976911085°N,1.3789366246144°E 610 msnm                        |                                            |                                | Modifica les dades a Wikidata |
|        | Cal Matilde                | Biosca    | masia        |                                                               | 41° 50′ 32″ N, 1° 21′ 44″ E / 41.8422373458251°N,1.36211918646941°E 430 msnm                       |                                            |                                | Modifica les dades a Wikidata |
|        | Cal Pastoret               | Biosca    | masia        |                                                               | 41° 50′ 22″ N, 1° 21′ 14″ E / 41.8393722299021°N,1.35385786853123°E 440 msnm                       |                                            |                                | Modifica les dades a Wikidata |
|        | Cal Vinyaire de la Melgosa | Lloberola | masia        | Estil: arquitectura popular 19th century                      | 41° 52′ 06″ N, 1° 21′ 04″ E / 41.8684°N,1.351°E 660 msnm                                           | bé integrant del patrimoni cultural català | Cal Vinyaire de la Melgosa     | Modifica les dades a Wikidata |
|        | Can Riu                    | Lloberola | masia        |                                                               | 41° 53′ 14″ N, 1° 21′ 31″ E / 41.887228°N,1.358549°E 602 msnm                                      |                                            |                                | Modifica les dades a Wikidata |
|        | Casa la Granja             | Biosca    | masia        |                                                               | 41° 50′ 11″ N, 1° 21′ 32″ E / 41.8364164273606°N,1.35877507014246°E 439 msnm                       |                                            |                                | Modifica les dades a Wikidata |
|        | Comdal Nova                | Biosca    | masia        |                                                               | 41° 50′ 31″ N, 1° 21′ 50″ E / 41.841849628981°N,1.36398391357908°E 441 msnm                        |                                            |                                | Modifica les dades a Wikidata |
|        | Coscó                      | Biosca    | masia        | Estil: arquitectura popular 18th century                      | 41° 51′ 14″ N, 1° 22′ 46″ E / 41.8538°N,1.37958°E 519 msnm                                         | bé integrant del patrimoni cultural català | Coscó (Biosca)                 | Modifica les dades a Wikidata |
|        | Cucurull                   | Lloberola | masia        |                                                               | 41° 54′ 17″ N, 1° 20′ 28″ E / 41.9046761245896°N,1.34120988931032°E 541 msnm                       |                                            |                                | Modifica les dades a Wikidata |
|        | Galinyó                    | Lloberola | masia        | Estil: arquitectura popular 19th century                      | 41° 52′ 29″ N, 1° 22′ 00″ E / 41.8746°N,1.36676°E ca:Ctra. de Xoriguera a Lloberola, km 2 688 msnm | bé integrant del patrimoni cultural català | Galinyó                        | Modifica les dades a Wikidata |
|        | Grifé                      | Biosca    | masia        | Estil: arquitectura popular 19th century                      | 41° 51′ 12″ N, 1° 22′ 09″ E / 41.8533°N,1.36911°E ca:Ctra. de Biosca a Solsona 555 msnm            | bé integrant del patrimoni cultural català | Grifé                          | Modifica les dades a Wikidata |
|        | Huguets                    | Lloberola | masia        | Estil: arquitectura popular 19th century                      | 41° 53′ 45″ N, 1° 24′ 29″ E / 41.895885°N,1.408059°E 691 msnm                                      | bé integrant del patrimoni cultural català | Mas d'Huguets (Biosca)         | Modifica les dades a Wikidata |
|        | Lluc                       | Lloberola | masia        | Estil: arquitectura popular 18th century                      | 41° 54′ 51″ N, 1° 23′ 04″ E / 41.9141°N,1.38447°E 747 msnm                                         | bé cultural d'interès local                | Lluc (Biosca)                  | Modifica les dades a Wikidata |
|        | Manonelles                 | Biosca    | masia        | Estil: arquitectura popular 18th century                      | 41° 50′ 38″ N, 1° 23′ 17″ E / 41.8439°N,1.38818°E 552 msnm                                         | bé integrant del patrimoni cultural català | Manonelles                     | Modifica les dades a Wikidata |
|        | Marçols                    | Biosca    | masia        |                                                               | 41° 50′ 18″ N, 1° 22′ 24″ E / 41.8384073768025°N,1.37336939038622°E 516 msnm                       |                                            |                                | Modifica les dades a Wikidata |
|        | Mas Camats                 | Lloberola | masia        |                                                               | 41° 53′ 11″ N, 1° 21′ 47″ E / 41.8864457422299°N,1.36307534778352°E 596 msnm                       |                                            |                                | Modifica les dades a Wikidata |
|        | Mas Povia                  | Lloberola | masia        | Estil: arquitectura popular 18th century                      | 41° 54′ 09″ N, 1° 23′ 14″ E / 41.9025°N,1.3873°E 626 msnm                                          | bé integrant del patrimoni cultural català | Mas Povia (Biosca)             | Modifica les dades a Wikidata |
|        | Mas d'en Forn              | Lloberola | masia        | Estat: ruïnós                                                 | 41° 55′ 10″ N, 1° 21′ 50″ E / 41.91957296119°N,1.36382056796102°E 677 msnm                         |                                            | Mas d'en Forn                  | Modifica les dades a Wikidata |
|        | Mas d'en Jaume             | Biosca    | masia        |                                                               | 41° 50′ 35″ N, 1° 22′ 35″ E / 41.843063°N,1.376513°E 467 msnm                                      |                                            |                                | Modifica les dades a Wikidata |
|        | Mas de Sant Pere           | Lloberola | masia        | Estil: arquitectura popular 18th century                      | 41° 52′ 50″ N, 1° 24′ 10″ E / 41.8806°N,1.40287°E ca:Ctra. C-451, km 7 765 msnm                    | bé integrant del patrimoni cultural català | Mas de Sant Pere               | Modifica les dades a Wikidata |
|        | Mas del Pedrafita          | Biosca    | masia        | Estil: arquitectura popular 19th century                      | 41° 51′ 54″ N, 1° 20′ 48″ E / 41.8649°N,1.34656°E 670 msnm                                         | bé integrant del patrimoni cultural català | Mas de Pedrafita (Biosca)      | Modifica les dades a Wikidata |
|        | Mas del Sot                | Biosca    | masia        |                                                               | 41° 49′ 44″ N, 1° 19′ 31″ E / 41.8289329067963°N,1.32515246059469°E 411 msnm                       |                                            | Mas del Sot                    | Modifica les dades a Wikidata |
|        | Masia del Bon Pas          | Biosca    | masia        | Estat: en perill                                              | 41° 49′ 12″ N, 1° 20′ 59″ E / 41.81999167°N,1.349725°E 441 msnm                                    |                                            | Mas del Bon Pas                | Modifica les dades a Wikidata |
|        | Montconill                 | Lloberola | masia        |                                                               | 41° 54′ 01″ N, 1° 24′ 35″ E / 41.9002669847283°N,1.4095936842634°E 710 msnm                        |                                            | Montconill (Lloberola)         | Modifica les dades a Wikidata |
|        | Padollers                  | Lloberola | masia        | Estil: arquitectura popular 18th century                      | 41° 52′ 43″ N, 1° 24′ 16″ E / 41.8787°N,1.40444°E ca:Ctra. C-451, km 7 752 msnm                    | bé integrant del patrimoni cultural català | Padollers                      | Modifica les dades a Wikidata |
|        | Rovira                     | Lloberola | masia        |                                                               | 41° 54′ 53″ N, 1° 22′ 34″ E / 41.9148115955109°N,1.37608474259682°E 714 msnm                       |                                            |                                | Modifica les dades a Wikidata |
|        | Serrabona                  | Lloberola | masia        | Estil: arquitectura popular 19th century                      | 41° 52′ 32″ N, 1° 21′ 00″ E / 41.8755°N,1.35013°E 638 msnm                                         | bé integrant del patrimoni cultural català | Serrabona (Biosca)             | Modifica les dades a Wikidata |
|        | Viladrosa                  | Biosca    | masia        | Estil: arquitectura popular 18th century                      | 41° 51′ 49″ N, 1° 21′ 32″ E / 41.8637°N,1.35889°E 602 msnm                                         | bé cultural d'interès local                | Viladrosa (Biosca)             | Modifica les dades a Wikidata |
|        | Viver                      | Biosca    | masia        | Estil: arquitectura popular 19th century                      | 41° 51′ 44″ N, 1° 21′ 11″ E / 41.8621°N,1.35302°E 596 msnm                                         | bé integrant del patrimoni cultural català | Viver (Biosca)                 | Modifica les dades a Wikidata |
|        | Xuriguera                  | Biosca    | masia        | Estil: arquitectura barroca arquitectura popular 17th century | 41° 51′ 52″ N, 1° 22′ 14″ E / 41.8645°N,1.37066°E ca:Ctra. C-451, km 4 605 msnm                    | bé cultural d'interès local                | Xuriguera (Biosca)             | Modifica les dades a Wikidata |
|        | el Masot                   | Lloberola | masia        |                                                               | 41° 52′ 52″ N, 1° 21′ 05″ E / 41.881185606285°N,1.3513631216072°E 568 msnm                         |                                            |                                | Modifica les dades a Wikidata |
|        | el Piteu de Dalt           | Biosca    | masia        |                                                               | 41° 53′ 50″ N, 1° 25′ 51″ E / 41.897334628173°N,1.43081068798196°E 794 msnm                        |                                            |                                | Modifica les dades a Wikidata |
|        | el Solerot                 | Lloberola | masia        |                                                               | 41° 53′ 27″ N, 1° 23′ 39″ E / 41.890863°N,1.3943°E 673 msnm                                        |                                            |                                | Modifica les dades a Wikidata |
|        | el Venque                  | Lloberola | masia        | Estil: arquitectura popular 18th century                      | 41° 53′ 51″ N, 1° 22′ 41″ E / 41.8974°N,1.37819°E 656 msnm                                         | bé integrant del patrimoni cultural català | El Venque                      | Modifica les dades a Wikidata |
|        | l'Estany                   | Lloberola | masia        | Estil: arquitectura popular 19th century                      | 41° 52′ 40″ N, 1° 23′ 02″ E / 41.8778°N,1.38381°E ca:Ctra. C-451, km 6 732 msnm                    | bé integrant del patrimoni cultural català | L'Estany (Biosca)              | Modifica les dades a Wikidata |
|        | l'Hostal (Biosca)          | Biosca    | masia        |                                                               | 41° 50′ 19″ N, 1° 21′ 21″ E / 41.8385701542332°N,1.35570908308026°E 423 msnm                       |                                            |                                | Modifica les dades a Wikidata |
|        | l'Obagueta                 | Biosca    | masia        |                                                               | 41° 50′ 13″ N, 1° 22′ 37″ E / 41.8369819410672°N,1.37701854267556°E 508 msnm                       |                                            |                                | Modifica les dades a Wikidata |
|        | la Caseta de Bertrans      | Lloberola | masia        | Estil: arquitectura popular 18th century                      | 41° 53′ 58″ N, 1° 22′ 05″ E / 41.8994°N,1.36802°E 609 msnm                                         | bé integrant del patrimoni cultural català | La Caseta de Bertrans (Biosca) | Modifica les dades a Wikidata |
|        | la Condal                  | Biosca    | masia        | Estil: arquitectura popular 19th century                      | 41° 51′ 14″ N, 1° 23′ 13″ E / 41.8538°N,1.38687°E 555 msnm                                         | bé integrant del patrimoni cultural català | La Condal                      | Modifica les dades a Wikidata |
|        | la Coromina                | Lloberola | masia        | Estil: arquitectura popular 19th century                      | 41° 54′ 14″ N, 1° 24′ 15″ E / 41.904°N,1.40429°E 676 msnm                                          | bé integrant del patrimoni cultural català | La Coromina (Biosca)           | Modifica les dades a Wikidata |
|        | la Grangeta                | Biosca    | masia        |                                                               | 41° 50′ 02″ N, 1° 21′ 47″ E / 41.8337574216647°N,1.36304598192637°E 452 msnm                       |                                            |                                | Modifica les dades a Wikidata |
|        | la Melgosa                 | Lloberola | masia        | Estil: arquitectura popular 16th century                      | 41° 52′ 35″ N, 1° 20′ 56″ E / 41.8764°N,1.34901°E 620 msnm                                         | bé cultural d'interès local                | La Melgosa (Biosca)            | Modifica les dades a Wikidata |
|        | la Mesquita                | Biosca    | masia        |                                                               | 41° 50′ 33″ N, 1° 22′ 34″ E / 41.8424917713416°N,1.37622887490073°E 467 msnm                       |                                            |                                | Modifica les dades a Wikidata |
|        | la Pallera                 | Biosca    | masia        |                                                               | 41° 53′ 52″ N, 1° 21′ 47″ E / 41.897708°N,1.36308°E 580 msnm                                       |                                            |                                | Modifica les dades a Wikidata |
|        | la Peixera (Biosca)        | Biosca    | masia        |                                                               | 41° 49′ 28″ N, 1° 19′ 55″ E / 41.824316°N,1.332029°E 412 msnm                                      |                                            |                                | Modifica les dades a Wikidata |
|        | la Ribereta (Biosca)       | Lloberola | masia        |                                                               | 41° 54′ 14″ N, 1° 23′ 43″ E / 41.9039750187844°N,1.39516693903877°E 652 msnm                       |                                            |                                | Modifica les dades a Wikidata |
|        | la Teuleria                | Biosca    | masia        | Estil: arquitectura popular 19th century                      | 41° 51′ 44″ N, 1° 23′ 02″ E / 41.8621°N,1.38398°E 561 msnm                                         | bé integrant del patrimoni cultural català | La Teuleria (Biosca)           | Modifica les dades a Wikidata |
|        | la Torre                   | Lloberola | masia        | Estil: historicisme arquitectònic 20th century                | 41° 53′ 59″ N, 1° 21′ 31″ E / 41.8996°N,1.35855°E ca:Camí de Bertrans 647 msnm                     | bé integrant del patrimoni cultural català | La Torre (Biosca)              | Modifica les dades a Wikidata |
|        | la Vila                    | Lloberola | masia        | Estil: arquitectura popular 18th century                      | 41° 53′ 20″ N, 1° 24′ 12″ E / 41.8889°N,1.40323°E 719 msnm                                         | bé integrant del patrimoni cultural català | Mas de la Vila                 | Modifica les dades a Wikidata |
|        | les Cases                  | Biosca    | masia        | Estil: arquitectura popular 19th century                      | 41° 50′ 51″ N, 1° 23′ 38″ E / 41.8474°N,1.39388°E 546 msnm                                         | bé integrant del patrimoni cultural català | Les Cases (Biosca)             | Modifica les dades a Wikidata |
|        | les Cots                   | Lloberola | masia        | Estil: arquitectura popular 18th century                      | 41° 53′ 50″ N, 1° 21′ 48″ E / 41.8971°N,1.36333°E 578 msnm                                         | bé integrant del patrimoni cultural català | Les Cots (Biosca)              | Modifica les dades a Wikidata |
|        | lo Cobert                  | Biosca    | masia        |                                                               | 41° 53′ 51″ N, 1° 21′ 16″ E / 41.8974196163852°N,1.35453750271436°E                                |                                            |                                | Modifica les dades a Wikidata |

## molí d'aigua
| imatge | Nom             | Ubicat a  | instància de | Detalls                                   | coordenades                                                                  | Protecció                   | Commons (més fotos) | Dades a WD                    |
| ------ | --------------- | --------- | ------------ | ----------------------------------------- | ---------------------------------------------------------------------------- | --------------------------- | ------------------- | ----------------------------- |
|        | Molí de Povia   | Lloberola | molí d'aigua |                                           | 41° 53′ 58″ N, 1° 23′ 10″ E / 41.8995357572706°N,1.38623667855612°E 566 msnm |                             |                     | Modifica les dades a Wikidata |
|        | Molí del Venque | Biosca    | molí d'aigua | Estil: arquitectura popular Estat: ruïnós | 41° 53′ 29″ N, 1° 22′ 04″ E / 41.891338°N,1.367913°E                         | bé cultural d'interès local |                     | Modifica les dades a Wikidata |

## muntanya
| imatge | Nom                | Ubicat a       | instància de | Detalls | coordenades                                                            | Protecció | Commons (més fotos)     | Dades a WD                    |
| ------ | ------------------ | -------------- | ------------ | ------- | ---------------------------------------------------------------------- | --------- | ----------------------- | ----------------------------- |
|        | Pedrafita          | Biosca         | muntanya     |         | 41° 51′ 51″ N, 1° 20′ 46″ E / 41.8643°N,1.34609°E 674 msnm             |           | Pedrafita (Biosca)      | Modifica les dades a Wikidata |
|        | Puig Castellar     | Biosca         | muntanya     |         | 41° 49′ 32″ N, 1° 20′ 16″ E / 41.8255°N,1.33783°E 505 msnm             |           | Puig Castellar (Biosca) | Modifica les dades a Wikidata |
|        | Tossal Gros        | Sanaüja Biosca | muntanya     |         | 41° 51′ 10″ N, 1° 20′ 13″ E / 41.8528°N,1.33695°E 560 msnm             |           |                         | Modifica les dades a Wikidata |
|        | Tossal de la Bassa | Biosca         | muntanya     |         | 41° 52′ 44″ N, 1° 23′ 20″ E / 41.878956°N,1.388819°E 728 msnm          |           |                         | Modifica les dades a Wikidata |
|        | Tossal de la Creu  | Torà Biosca    | muntanya     |         | 41° 50′ 48″ N, 1° 24′ 07″ E / 41.8465649784°N,1.40207143007°E 658 msnm |           | Tossal de Puig-redon    | Modifica les dades a Wikidata |
|        | Tossal del Ginebre | Biosca         | muntanya     |         | 41° 52′ 48″ N, 1° 22′ 52″ E / 41.879977°N,1.381056°E 715 msnm          |           |                         | Modifica les dades a Wikidata |
|        | la Guixera         | Biosca Torà    | muntanya     |         | 41° 49′ 02″ N, 1° 22′ 41″ E / 41.817205°N,1.378042°E 480 msnm          |           | La Guixera (Torà)       | Modifica les dades a Wikidata |
|        | les Comasses       | Biosca         | muntanya     |         | 41° 51′ 57″ N, 1° 23′ 18″ E / 41.86596111°N,1.38827778°E 590 msnm      |           |                         | Modifica les dades a Wikidata |

## serra
| imatge | Nom                    | Ubicat a       | instància de | Detalls | coordenades                                                         | Protecció | Commons (més fotos) | Dades a WD                    |
| ------ | ---------------------- | -------------- | ------------ | ------- | ------------------------------------------------------------------- | --------- | ------------------- | ----------------------------- |
|        | cap de la Serra        | Lloberola      | serra        |         | 41° 53′ 58″ N, 1° 21′ 22″ E / 41.89930556°N,1.35597778°E 647.7 msnm |           |                     | Modifica les dades a Wikidata |
|        | el Serrat Alt (Biosca) | Lloberola      | serra        |         | 41° 54′ 37″ N, 1° 24′ 32″ E / 41.91027222°N,1.40882222°E 776.6 msnm |           |                     | Modifica les dades a Wikidata |
|        | serra de l'Aguda       | Biosca Torà    | serra        |         | 41° 49′ 38″ N, 1° 22′ 45″ E / 41.82719722°N,1.37923611°E 608 msnm   |           | Serra de l'Aguda    | Modifica les dades a Wikidata |
|        | serra de les Valls     | Biosca         | serra        |         | 41° 51′ 02″ N, 1° 20′ 44″ E / 41.85047806°N,1.34564167°E 611 msnm   |           |                     | Modifica les dades a Wikidata |
|        | serra del Tossal       | Biosca Sanaüja | serra        |         | 41° 53′ 03″ N, 1° 20′ 40″ E / 41.88428111°N,1.34452778°E 639 msnm   |           |                     | Modifica les dades a Wikidata |

## Misc
| imatge | Nom                              | Ubicat a  | instància de              | Detalls                                 | coordenades                                                                    | Protecció                                  | Commons (més fotos)                  | Dades a WD                    |
| ------ | -------------------------------- | --------- | ------------------------- | --------------------------------------- | ------------------------------------------------------------------------------ | ------------------------------------------ | ------------------------------------ | ----------------------------- |
|        | Antic cementiri de Lloberola     | Lloberola | cementiri                 | Estil: arquitectura gòtica 14th century | 41° 53′ 20″ N, 1° 21′ 46″ E / 41.8888°N,1.36271°E 605 msnm                     | bé cultural d'interès local                | Old Lloberola Cemetery               | Modifica les dades a Wikidata |
|        | Castellum romà de Puig Castellar | Biosca    | jaciment arqueològic romà |                                         | Puig Castellar                                                                 | bé integrant del patrimoni cultural català |                                      | Modifica les dades a Wikidata |
|        | Pedrafita                        | Biosca    | vèrtex geodèsic           | Alt: 1.2m                               | 41° 51′ 52″ N, 1° 20′ 46″ E / 41.864309°N,1.346061°E 674.736 msnm              |                                            |                                      | Modifica les dades a Wikidata |
|        | Pont de Biosca                   | Biosca    | pont                      | Estil: arquitectura popular             | 41° 50′ 32″ N, 1° 21′ 30″ E / 41.8421°N,1.35837°E 453 msnm                     | bé integrant del patrimoni cultural català | Pont de Biosca                       | Modifica les dades a Wikidata |
|        | Portal del carrer Pasterola      | Biosca    | passatge                  | Estil: arquitectura popular             | 41° 50′ 33″ N, 1° 21′ 32″ E / 41.8424°N,1.35898°E ca:Carrer Pasterola 454 msnm | bé cultural d'interès local                | Portal del carrer Pasterola (Biosca) | Modifica les dades a Wikidata |
|        | casa consistorial de Biosca      | Biosca    | casa consistorial         |                                         | 41° 50′ 30″ N, 1° 21′ 30″ E / 41.8417816°N,1.3582819°E                         |                                            | Town hall of Biosca                  | Modifica les dades a Wikidata |